# Inducción electrostática
La inducción electrostática es la redistribución de la carga eléctrica en un objeto, causada por la influencia de cargas cercanas. La inducción fue descubierta por el científico británico John Canton en 1753, y por el profesor sueco Johan Carl Wilcke en 1762. Los generadores electrostáticos como la máquina de Wimshurst, por generador de Van de Graaff o el electróforo se valen de este principio. La inducción electrostática no debe confundirse con la inducción electromagnética aunque normalmente ambas se conocen como «inducción».

## Explicación
Una pieza normal de materia tiene el mismo número de cargas eléctricas positivas y negativas en cada una de sus partes, situadas muy cerca unas de otras, por lo que en general se considera que no tienen carga, o que su carga eléctrica acumulada es cero. Cuando un objeto con carga se acerca a un objeto sin carga capaz de conducir la electricidad, como una pieza de metal, la fuerza que ejerce la carga cercana hace que las cargas se separen. Por ejemplo, si se lleva una carga positiva cerca del objeto (ver imagen de la derecha), las cargas negativas del metal serán atraídas hacía él, y se desplazarán hacía el objeto hasta ponerse frente a él, mientras las cargas positivas serán repelidas y se desplazarán hacía el punto más alejado del objeto. Esto trae como consecuencia una zona de cargas negativas sobre el objeto más cercano a las cargas externas, y una zona de cargas positivas en el punto más lejano a él. Si la carga externa es negativa, la polaridad de las regiones con carga eléctrica se invertirá. Al tratarse únicamente de una redistribución de las cargas, el objeto no tiene en sí carga eléctrica de ningún tipo. Este efecto inductivo es reversible; si se suprime la carga cercana, la atracción entre las cargas internas positivas y negativas hará que éstas se entremezclen de nuevo.
Una corrección de poca importancia respecto a la imagen superior es que sólo las cargas negativas de la materia, es decir los electrones son libres para moverse, las cargas positivas, los átomos del núcleo están unidos a la estructura de la materia sólida. Por lo tanto, todo el movimiento de las cargas, es el resultado del movimiento únicamente de los electrones. En el ejemplo de arriba, los electrones se desplazan de la parte izquierda del objeto a la parte derecha. Sin embargo, cuando un número de electrones sale de una zona, dejan una carga positiva desequilibrada debido al núcleo. Así pues, el movimiento de los electrones crea tanto la región cargada positivamente como la cargada negativamente que se describen arriba.
La inducción electrostática es la redistribución de la carga eléctrica en un objeto, causada por la influencia de cargas cercanas.

## Cargando un objeto por inducción

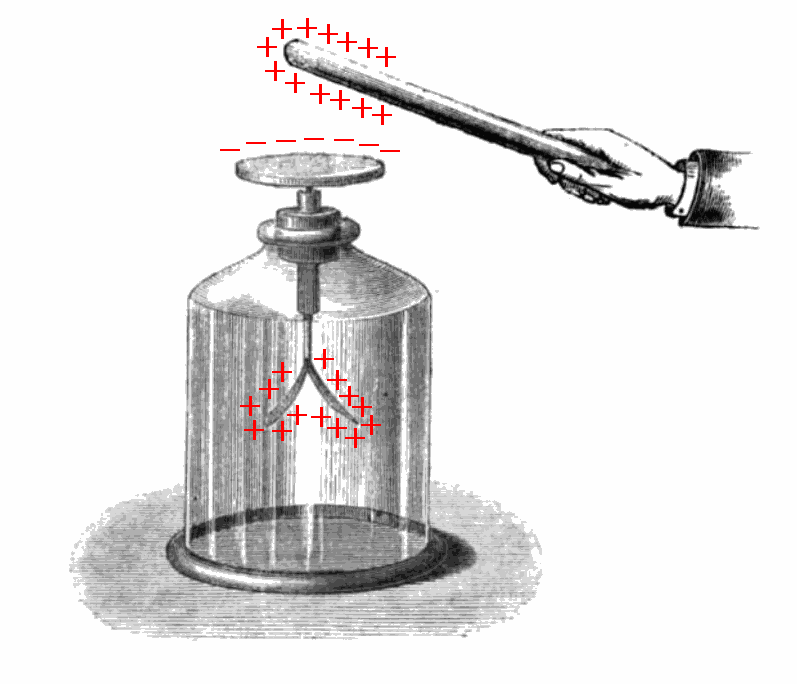
Electroscopio bañado en oro, mostrando la inducción, antes de que el terminal esté conectado a la toma de tierra.

No obstante, el efecto inductivo puede usarse también para cargar un objeto. Si, mientras está cerca de una carga positiva, el objeto de encima se encuentra conectado momentáneamente mediante un conductor eléctrico a la toma de tierra, que es una gran reserva de cargas positivas y negativas, algunas de las cargas negativas de la tierra caerá dentro del objeto debido a la atracción de la carga positiva cercana a éste. Cuando el contacto con la tierra se rompe, el objeto se queda con carga eléctrica negativa.
Este método se puede demostrar utilizando un electroscopio de pan de oro, que es un instrumento para detectar cargas eléctricas. Primero se expulsa la carga al electroscopio, y un objeto con carga se acerca a la parte superior del electroscopio. Esto da lugar a una redistribución de las cargas en la vara de metal situada en el interior del electroscopio. Así la parte superior del electroscopio consigue una carga eléctrica de polaridad opuesta a la del objeto, mientras que las láminas de oro consiguen una carga de la misma polaridad. Como las dos láminas de oro tienen la misma carga, se repelen y separan. El electroscopio no ha adquirido carga eléctrica alguna: la carga ha sido simplemente redistribuida, así pues si se sustrajese la carga del electroscopio, las láminas de oro se volverían a juntar.
Pero si se realiza un leve contacto eléctrico entre el electroscopio y la toma de tierra, por ejemplo al tocar el terminal con el dedo, la carga de la toma de tierra, pasará al terminal al estar atraída por el objeto que está cerca de él. El electroscopio contendría así una carga eléctrica de polaridad opuesta a la del objeto. Cuando el contacto entre la toma de tierra y el objeto se termine, por ejemplo si se levanta el dedo, la carga eléctrica extra que entró en el electroscopio no podrá salir, y éste mantendrá una carga eléctrica, por lo tanto, las láminas de oro seguirán separadas aunque el objeto con carga se separe del electroscopio.

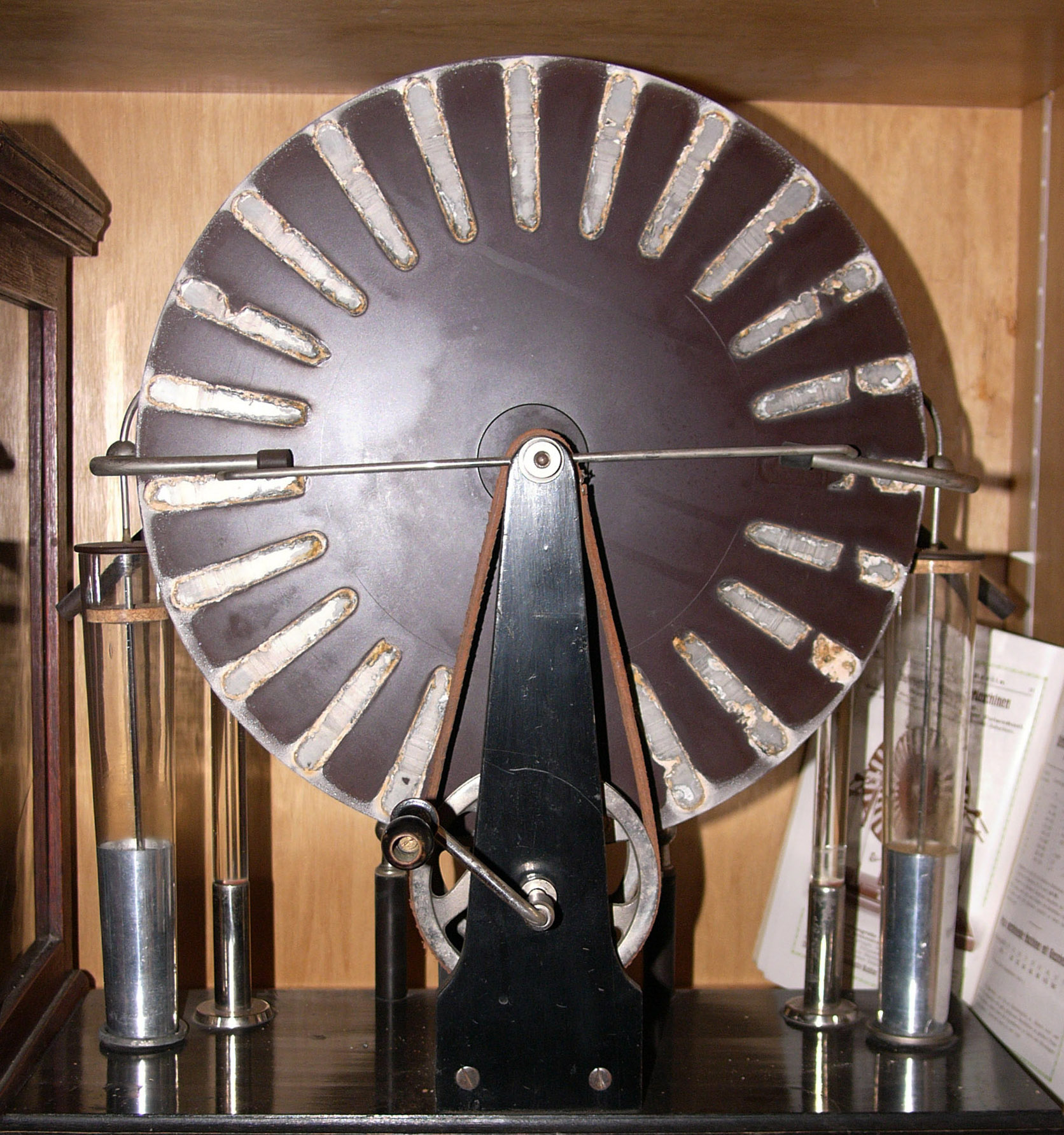
La máquina de Wimshurst, ejemplo de un generador electrostático que trabaja mediante la inducción.

## La inducción en objetos dieléctricos
Un efecto inductivo similar ocurre en los objetos (dieléctricos) y es el responsable de la atracción de objetos no conductores ligeros y pequeños, como trozos de papel o poliestireno extruido con electricidad estática. En los no conductores, los electrones están atados a los (átomos) y no son libres para desplazarse por el objeto; sin embargo, pueden moverse ligeramente dentro de los átomos. Si se lleva una carga positiva cerca de un objeto no conductor, los electrones de cada átomo son atraídos hacia él, y se desplazan hacia el lado del átomo que este enfrentado a la carga, mientras el positivo núcleo es repelido y se desplaza ligeramente a la cara opuesta del átomo. Esto se conoce como polarización. Como las cargas negativas están ahora más cerca de la carga externa que las positivas, su atracción es mayor que la repulsión de las cargas positivas, dando lugar a una atracción eléctrica ligera hacia la carga. Este efecto es microscópico, pero como hay tal cantidad de átomos, suma una fuerza suficiente para desplazar un elemento ligero como el poliestireno extruido. Este es el principio de funcionamiento del electroscopio de la médula-bola.